# Lago di Gioveretto
Il lago Gioveretto (Zufrittsee in tedesco) è un lago artificiale che si trova in fondo alla val Martello, nelle vicinanze del territorio del parco Nazionale dello Stelvio in Alto Adige.
Il lago si trova ad un'altezza di 1.852 m s.l.m. e deve il suo nome al monte che lo sovrasta: il Gioveretto, 3.439 m s.l.m.

## La diga
L'impianto idroelettrico di cui il lago di Gioveretto fa parte fu progettato agli inizi degli anni cinquanta per sfruttare l'energia delle acque del rio Plima, del rio di Lasa e di alcuni dei loro affluenti. Le varie opere che lo compongono furono costruite in un arco di tempo che va dal 1952 al 1956.
La diga di Gioveretto, l'opera più significativa, fu costruita dal 1954 al 1956 sfruttando solamente i mesi estivi viste le proibitive condizioni meteo invernali. Si tratta di una diga in calcestruzzo a gravità alleggerita con un'altezza massima di 83 m e una lunghezza al coronamento di 380 m. Il suo volume è pari a 310.000 m³ mentre quello del lago che crea è di 19.600.000 m³. Il bacino imbrifero che alimenta il lago ha una superficie di 117,4 km².
La centrale idroelettrica si trova nelle vicinanze del paese di Lasa: è costituita da una turbina Pelton alimentata da una condotta forzata che incanala le acque del lago e degli altri rii. La portata massima della condotta è di 7 m³/s e ha un salto di 968 m. La potenza massima della centrale è di 63 MW e la produzione annuale è di 226 GWh..